# شاید عزیزم
شاید عزیزم (به انگلیسی: Maybe Baby) یک فیلم کمدی انگلیسی به کارگردانی و نویسندگی بن التون در ۲۰۰۰ (میلادی) است. هیو لوری و جولی ریچاردسون بازیگران آن هستند.
سام بل (هیو لوری) و همسرش لوسی (جولی ریچاردسون) در حال تلاش برای بچه دار شدن هستند و هر کاری که فکر می‌کنند برای بهبود شانس باردار شدن امتحان کرده‌اند. در همین زمان، سام شروع به یافتن کار جدید (به عنوان سردبیر سفارشی نمایشنامه در بی بی سی) می‌کند که کاملاً بی‌نتیجه می‌ماند. در حالی که او تصمیم می‌گیرد فیلمنامه خود را بنویسد و این شروع گرفتاری شغل نویسندگی است.
این ایده به ذهنش خطور می‌کند که در مورد وضعیت مخمصه خود بنویسد، چیزی که لوسی به شدت به آن اعتراض دارد. او از نوشته‌های دفتر خاطرات لوسی برای کمک به دستیابی به ایده‌های جدید استفاده می‌کند و در نهایت فیلمنامه موفقیت آمیز است. لوسی متوجه فیلم می‌شود و شوکه شده سام را ترک می‌کند. در نهایت آنها آشتی می‌کنند و در پایان داستان همچنان در تلاش برای بچه‌دار شدن هستند.
این دومین باری است که لوری و ریچاردسون در یک فیلم بازی می کنند. اولی 101 دالماسی بود (اگرچه در آن فیلم هیچ صحنه‌ای به اشتراک گذاشته نشد).